# Бетел-Манор (Вірджинія)
Бетел-Манор (англ. Bethel Manor) — переписна місцевість (CDP) в США, в окрузі Йорк штату Вірджинія. Населення — 4540 осіб (2020).

## Географія
Бетел-Манор розташований за координатами 37°5′51″ пн. ш. 76°25′30″ зх. д. / 37.09750° пн. ш. 76.42500° зх. д. (37.097388, -76.425058).  За даними Бюро перепису населення США в 2010 році переписна місцевість мала площу 1,52 км², з яких 1,30 км² — суходіл та 0,22 км² — водойми.

## Демографія
Згідно з переписом 2010 року, у переписній місцевості мешкали 3792 особи в 1042 домогосподарствах у складі 1000 родин. Густота населення становила 2495 осіб/км².  Було 1222 помешкання (804/км²).
Расовий склад населення:
| - 65,7 % — білих - 19,1 % — чорних або афроамериканців - 2,2 % — азіатів - 0,8 % — корінних американців - 0,4 % — вихідців з тихоокеанських островів - 3,8 % — осіб інших рас |

До двох чи більше рас належало 7,9 %. Частка іспаномовних становила 11,4 % від усіх жителів.
За віковим діапазоном населення розподілялося таким чином: 46,7 % — особи молодші 18 років, 53,1 % — особи у віці 18—64 років, 0,2 % — особи у віці 65 років та старші. Медіана віку мешканця становила 21,1 року. На 100 осіб жіночої статі у переписній місцевості припадало 101,6 чоловіків;  на 100 жінок у віці від 18 років та старших — 91,3 чоловіків також старших 18 років.
Середній дохід на одне домашнє господарство  становив 56 546 доларів США (медіана — 50 452), а середній дохід на одну сім'ю — 56 164 долари (медіана — 48 646). 
Цивільне працевлаштоване населення становило 919 осіб. Основні галузі зайнятості: публічна адміністрація — 50,5 %, роздрібна торгівля — 17,0 %, освіта, охорона здоров'я та соціальна допомога — 13,2 %.